# Yoshida Shigeru
Yoshida Shigeru, född den 22 september 1878 i Yokosuka, död den 20 oktober 1967 i Tokyo, var en japansk diplomat och politiker som tjänstgjorde som Japans premiärminister 1946- 1947 och 1948-1954.
Yoshida växte upp i Tokyo och utbildades vid Tokyos kejserliga universitet. Han inträdde i diplomatisk tjänst 1906, strax efter Japans seger i rysk-japanska kriget. Han tjänstgjorde senare som Japans ambassadör i Italien och i Storbritannien, men drog sig ur tjänst 1939.
I slutskedet av andra världskriget var Yoshida delaktig i försöken att bringa fred med de allierade. 1945 blev han Japans utrikesminister och året därpå även premiärminister. Yoshida var en pådrivande kraft bakom Japans säkerhetsallians med USA 1951, vilket tvingade honom att fjärma sig från Kina och istället upprätthålla diplomatiska förbindelser med Chiang Kai-sheks regim på Taiwan. Han lade därmed grunden till Japans efterkrigspolitik och allians med västblocket.